# Baricitinibe
Baricitinibe é um medicamento utilizado para tratamento de artrite reumatoide.. Trata-se de um inibidor da janus quinase (JAK), impedindo a fosforilação e ativação de STATs (ativadores da transcrição), ou seja, impede a comunicação celular envolvida com hematopoese, defesas do organismo e inflamação. Em 2021 a ANVISA aprovou o uso do baracitimibe para tratamento de paciente internados com COVID-19.